# Ellen Verest
Ellen Verest (Turnhout, 18 mei 1984) is een Vlaamse actrice.

## Biografie
Ze behaalde haar master Dramatische Kunsten in 2007 aan het Koninklijk Conservatorium Brussel en studeerde hierna aan de Arteveldehogeschool van Gent (creatieve therapie). 
Verest speelt zowel in het theater als op televisie en heeft tevens meegewerkt aan diverse opnames in studio's. 
Naast acteren, werkt zij ook voor het internationale muziektheatergezelschap Theater Tol als salesmanager in binnen- en buitenland. Bovendien is ze als consultant en simulatieactrice verbonden aan The Tipping Point, een opleidings- en adviesbureau. Ten slotte werkt Ellen nog regelmatig als psychosociaal begeleidster en (creatief) therapeute.

## Theater
Verest speelde in 2013 de hoofdrol Lise in Rabbit Hole. Een jaar later vervulde zij een bijrol in de De Kolderbrigade. In 2017 had zij de hoofdrol in Whodunit waarin zij Agatha Christie speelde. Ook speelde ze reeds in verschillende theaterproducties voor Studio 100 mee. Zo speelde ze ook in enkele Plopsa-producties: Maya is jarig (Lily), Een koekoeksklok voor Heidi (Liesl), Circus Bumba (circusdirecteur)

## Televisie
Verest is te zien in diverse Vlaamse series in een gast- of bijrol:
- Spoed (2006): patiënte
- Witse (2009): Maggy
- Familie (2007): verpleegster
- Binnenstebuiten (2013): balievrouw
- Cordon (2014): secretaresse
- Marsman (2014): journaliste
- Les Notaires (2016): Lore Devalck
- Kosmoo (2017): Klara
- De zonen van Van As (2018): Sonja
- De Luizenmoeder (2018): Veerle
- Lisa (2021): Vanessa Marckx

Haar eerste hoofdrol was die van Nora Dushku in Dertigers (2019-2022) waarvan 4 seizoenen werden ingeblikt. In het vierde en laatste seizoen had ze slechts een gastrol in deze serie.

## Film
- Onverdedigbaar (2015): Karlijn Seeldraeyers
- Sprakeloos (2016): verpleegster
- AG De stempels die we dragen (2016)[2]